# Nereida Apaza
Nereida Apaza Mamani (Arequipa, 1979) es una poeta, curadora y artista visual multidisciplinaria peruana; conocida por sus obras elaboradas con la técnica del bordado a mano, en las que cuestiona las narrativas históricas dominantes, particularmente aquellas que son transmitidas a través del sistema de educación pública peruano. La artista actualmente vive y trabaja en Arequipa.

## Formación
Apaza estudió en la Escuela Superior Pública de Arte Carlos Baca Flor, en Arequipa , de donde egresó en 2007, recibiendo la Medalla de Oro de su promoción. Ha realizado exposiciones individuales en Arequipa, Lima y Trujillo, así como muestras colectivas internacionales en EE. UU. Su especialidad en la escuela de arte fue pintura, no obstante posteriormente expandió sus medios y soportes hacia la escultura, cuadernos de artista, videoarte y grabado.

## Obra
Uno de los principales soportes empleados en su trabajo es el libro arte, o cuaderno de artista. En el caso particular de Apaza están realizados con tela y bordados a mano. Estos cuadernos están inspirados en los cuadernos escolares entregados de manera gratuita por el gobierno de Alan García durante la severa crisis económica de la década del 80, los cuales son re-semantizados por la artista para cuestionar el tipo de educación pública que se brindó en el Perú en aquella década, y hasta la actualidad, una educación memorística y mecánica.
Su cortometraje en animación Historia Secreta  resultó uno de los ganadores en el concurso de obras experimentales de la Dirección del Audiovisual, la Fonografía y los Nuevos Medios (DAFO) del Ministerio de Cultura en el 2019. Entre sus distinciones previas al 2019 se encuentran el primer premio en la cuarta edición del Concurso nacional de pintura del Museo del Banco Central de Reserva del Perú (2012), con la obra Dictado; el primer puesto en el Salón Nacional de Acuarela ICPNA (2008) y el segundo puesto en el X Concurso Pasaporte para un Artista de la Embajada de Francia (2017). 
En noviembre de 2019 fue invitada por el Centro de Excelencia Santo Domingo para Investigación sobre Latinoamérica (SD CELAR), del Museo Británico Londres, para realizar una residencia con el fin de investigar en su colección de objetos peruanos. Durante la residencia la artista tuvo la oportunidad de estudiar piezas como trajes bordados para danzas de Negrería y Diabladas, estas últimas provenientes de Puno, con el fin de resignificar dichas piezas en la producción de obras contemporáneas. Las obras creadas por la artista fueron nueve cuadernos (libro-arte) y una pechera. Entre los cuadernos se encuentra el libro de mapas de Londres titulado A to Z, y en el que la artista ha bordado poemas escritos durante su estancia en esa ciudad. En 2021 ganó el concurso Arte al Bicentenario, en la línea Exposiciones virtuales, del Proyecto Especial Bicentenario de la Independencia del Perú.
La obra de Nereida Apaza es parte de las colecciones de SD CELAR, Museo de Arte de San Marcos, Casa de la Literatura Peruana, Museo Central del BCRP y Museo de Arte de Lima.

## Exposiciones
Entre sus exposiciones individuales destacan Vivir en el Instituto Cultural Peruano Norteamericano (2019) en Lima; El tiempo es un mito, en el Centro Cultural Chaves de la Rosa en Arequipa (2018); El fuego de los niños  en el Museo del Convento Santo Domingo- Qoricancha (Cuzco, 2010); El corazón de un pájaro, en el Centro Cultural Peruano Norteamericano (Arequipa); Sin la rosa no hacemos nada, en la Galería Juan Pardo Heeren del ICPNA y Dialéctica de la Paz: Intervención en el espacio público (Arequipa 2009).

## Reconocimientos
- 2012. Premio Nacional de Pintura por la obra Dictado (Museo del Banco Central de Reserva del Perú).[4]
- 2021. Premio Nacional de Curaduría LLAMA por su exposición El fuego de los niños en el Lugar de la Memoria, la Tolerancia y la Inclusión Social (Asociación de Curadores del Perú).[12]